# Jacques Lebrun
Jacques Lebrun (Parigi, 20 settembre 1910 – Neuilly-sur-Seine, 14 gennaio 1996) è stato un velista francese.

## Palmarès
- Giochi olimpici

Los Angeles 1932: oro nello snowbird.